# かながわアートホール
かながわアートホール（かながわアートホール、Kanagawa Art Hall）は神奈川県横浜市保土ケ谷区の県立保土ヶ谷公園内にある神奈川県立の音楽ホールである。指定管理者制度に基づき、公益財団法人神奈川フィルハーモニー管弦楽団グループ（神奈川芸術文化財団）が管理・運営を行っている。

## 概要
1992年4月に開館し、最大300人収容のホールの他、練習用のスタジオ（第1 - 第5）、音楽資料を閲覧・視聴できる情報コーナー、見学ギャラリー、レストラン、展示コーナー等がある。比較的新しい施設なのでバリアフリーが充実しており、利用者の評判も良い。
ホールの舞台部分は前後三分割の昇降式で、可動式の客席を後退・収納することにより完全にフラットな空間とすることが可能だが、音楽専用ホールとして設計されているため、反響板は固定式で舞台照明設備や美術用の吊りバトンは少なく、演劇・ダンス公演等には物理的制約がある。
開館時には神奈川フィルハーモニー管弦楽団の事務局（のちに横浜市中区に移転）が置かれ、現在もホールを楽団練習場として使用しているが、年に数回開催される｢カジュアルコンサート｣等により地域の芸術文化への還元がなされている。通常時は一般貸出しが行われており、各種発表会やコンサート等にも幅広く利用される。計5室のスタジオは、個人・小編成バンドの楽器練習や合唱練習、観客50人程度の小規模なコンサートなどに使用されている。
このホールで特筆すべき施設は｢見学ギャラリー｣である。通常、関係者以外は目にすることができないプロオーケストラの練習風景を、ガラス越しではあるが無料で自由に見学することができる（ただし非公開の場合もあり）。

## 施設
- ホール - 最大300席（固定席　ロールバックチェア200席、移動席100席）